# Bistum Rondonópolis-Guiratinga

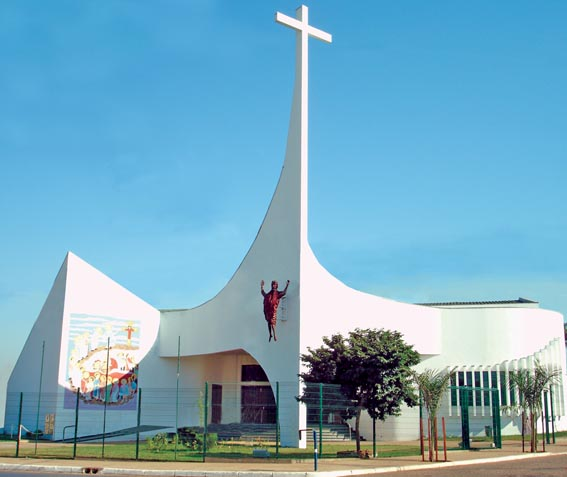
Catedral Santa Cruz (2010)

Das Bistum Rondonópolis-Guiratinga (lat.: Dioecesis Rondonopolitana-Guiratingensis) ist eine in Brasilien gelegene römisch-katholische Diözese mit Sitz in Rondonópolis im Bundesstaat Mato Grosso.

## Geschichte
Papst Pius XII. gründete die Territorialprälatur Chapada am 13. Juli 1940 aus Gebietsabtretungen des Erzbistums Cuiabá, dem es auch als Suffragandiözese unterstellt wurde.
Am 25. November 1961 wurde die Cathedra von Chapada nach Rondonópolis verlegt und nahm den Namen Territorialprälatur Rondonópolis an. Mit der Bulle Laetantes omnino wurde sie am 15. Februar 1986 zum Bistum erhoben. Am 23. Dezember 1997 verlor es einen Teil seines Territoriums zugunsten der Errichtung der Territorialprälatur Paranatinga.
Im Rahmen der Neuordnung der Kirchenprovinz Cuiabá wurde das Bistum am 25. Juni 2014 neu umschrieben und erhielt Teile des aufgehobenen Bistums Guiratinga. Der Name wurde in Bistum Rondonópolis-Guiratinga geändert.

## Territorium
Das Bistum Rondonópolis umfasst die Gemeinden Rondonópolis, Alto Araguaia, Alto Garças, Alto Taquari, Dom Aquino, Guiratinga Itiquira, Jaciara, Juscimeira, Pedra Preta, São José do Povo, São Pedro da Cipa und Tesouro des Bundesstaates Mato Grosso.

## Ordinarien

### Prälat von Chapada
- Vunibaldo Godchard Talleur OFM (1947–1961)

### Prälaten von Rondonópolis
- Vunibaldo Godchard Talleur OFM (1961–1970)
- Osório Willibaldo Stoffel OFM (1970–1986)

### Bischöfe von Rondonópolis
- Osório Willibaldo Stoffel OFM (1986–1997)
- Juventino Kestering (1997–2014)

### Bischöfe von Rondonópolis-Guiratinga
- Juventino Kestering (2014–2021)
- Maurício da Silva Jardim (seit 2022)

## Statistik
| Jahr | Bevölkerung | Bevölkerung | Bevölkerung | Priester | Priester         | Priester       | Priester               | Ständige Diakone | Ordensleute  | Ordensleute      | Pfarreien |
| Jahr | Katholiken  | Einwohner   | %           | Gesamt   | Diözesanpriester | Ordenspriester | Katholiken je Priester | Ständige Diakone | Ordensbrüder | Ordensschwestern | Pfarreien |
| ---- | ----------- | ----------- | ----------- | -------- | ---------------- | -------------- | ---------------------- | ---------------- | ------------ | ---------------- | --------- |
| 1950 | 35.000      | 37.000      | 94,6        | 5        |                  | 5              | 7.000                  |                  | 7            | 16               | 2         |
| 1966 | 10.000      | 100.000     | 10,0        | 10       | 2                | 8              | 1.000                  |                  | 15           | 35               | 6         |
| 1970 | 160.000     | 175.000     | 91,4        | 19       | 12               | 7              | 8.421                  | 1                | 12           | 62               | 10        |
| 1976 | 105.000     | 150.000     | 70,0        | 14       | 9                | 5              | 7.500                  | 1                | 10           | 60               | 10        |
| 1980 | 175.000     | 229.000     | 76,4        | 16       | 10               | 6              | 10.937                 |                  | 8            | 54               | 11        |
| 1990 | 229.000     | 270.000     | 84,8        | 23       | 10               | 13             | 9.956                  |                  | 19           | 52               | 14        |
| 2000 | 245.000     | 280.000     | 87,5        | 26       | 16               | 10             | 9.423                  | 1                | 12           | 49               | 15        |
| 2004 | 237.000     | 275.000     | 86,2        | 23       | 15               | 8              | 10.304                 | 1                | 10           | 47               | 15        |
| 2014 | 255.500     | 327.000     | 78,1        | 32       | 25               | 7              | 7.984                  |                  |              | 47               | 20        |
| 2020 | 262.000     | 353800      | 74,1        | 37       | 29               | 8              | 7.081                  |                  | 11           | 53               | 22        |